# Paranthura latipes
Paranthura latipes là một loài chân đều trong họ Paranthuridae. Loài này được Barnard miêu tả khoa học năm 1955.